# Kijevo ostroma
Kijevo ostroma (horvátul: Opsada Kijeva). Kijevo 1991-es ostroma a horvátországi háború egyik legkorábbi összecsapása volt. A Jugoszláv Néphadsereg (JNA) 9. hadteste Ratko Mladić ezredes vezetésével és a Krajinai Szerb Autonóm Terület (SAO Krajina) erői Milan Martić knini rendőrfőnök vezetésével 1991. április végén és május elején ostrom alá vették a horvátok lakta Kijevo falut. Az ostrom első szakaszát a JNA elleni jelentős spliti tiltakozást követő tárgyalások után abbahagyták.
Augusztus közepén a JNA és a SAO Krajina erői újra megindították a támadást. Kijevót augusztus 26-án elfoglalták, majd kifosztották és felégették. A kijevói csata egyike volt az első olyan eseteknek, amikor a JNA nyíltan a krajnai szerbek oldalára állt a horvát hatóságok ellen. A horvát rendőrség Kijevóból Drniš városa felé menekült, a megmaradt horvát lakosság pedig elhagyta a falut.
Martićot különböző háborús bűnök vádjával, köztük Kijevo ostromában való részvételével, a volt Jugoszláviával foglalkozó Nemzetközi Büntetőtörvényszék (ICTY) elé állították. A perben bűnösnek találták és elítélték. Az eljáró bíróság Kijevo ügyében 2007-ben tett megállapításait az etnikai tisztogatásról a tanúk vallomásai alapján az ICTY fellebbviteli bírósága 2008-ban megerősítette. A délszláv háború során a kijevói ostrom volt az első etnikai tisztogatás. A horvát hatóságok távollétében pert indítottak Mladić ellen, és a Kijevóban elkövetett háborús bűnök miatt elítélték.

## Előzmények
1990-ben, miután a horvátországi szabad választásokat a Horvát Demokratikus Közösség (Hrvatska demokratska zajednica, HDZ) nyerte, a szerbek és a horvátok közötti etnikai feszültség tovább fokozódott. A Jugoszláv Néphadsereg (Jugoslovenska Narodna Armija – JNA) az ellenállás minimalizálása érdekében lefoglalta a Horvát Területvédelem (Teritorijalna obrana – TO) fegyvereit. Augusztus 17-én a feszültség a horvátországi szerbek nyílt lázadásává fajult, amelynek középpontjában Knin és környéke, valamint a Dalmáciai hátország túlnyomórészt szerbek lakta részei (Splittől körülbelül 60 kilométerre északkeletre), Lika, a Kordun, a Banovina és Kelet-Horvátország egyes részei voltak. Szerbia, Montenegró, valamint a szerbiai Vajdaság és Koszovó tartományok támogatásával 1991 januárjában sikertelenül próbálta megszerezni a jugoszláv elnökség jóváhagyását a horvát biztonsági erők lefegyverzésére irányuló JNA hadművelethez. A kérelmet elutasították, de a szerb felkelők és a horvát különleges rendőri erők között márciusban lezajlott vértelen összecsapás arra késztette a JNA-t, hogy újra kérje a szövetségi elnökséget, hogy adjon a részére beavatkozási felhatalmazást és hirdessen ki rendkívüli állapotot. Annak ellenére, hogy a kérést Szerbia és szövetségesei támogatták, az elnökség a kérést március 15-én elutasította. Slobodan Milošević szerb elnök, aki inkább a Szerbia terjeszkedésére irányuló kampányt választotta, mint Jugoszlávia egységének megtartását, nyilvánosan azzal fenyegetőzött, hogy a JNA-t a szerb hadsereggel váltja fel, és kijelentette, hogy a továbbiakban nem ismeri el a szövetségi elnökség illetékességét. A fenyegetés hatására a JNA, mivel a Milošević irányítása alá került Szerbia terjeszkedése érdekében fokozatosan feladta Jugoszlávia megőrzésének terveit. Március végére a konfliktus odáig fajult, hogy megvoltak az első halálos áldozatai. Április elején a horvátországi szerb lázadás vezetői kinyilvánították szándékukat, hogy az ellenőrzésük alatt álló területeket integrálják Szerbiába, így ezeket Horvátország kormánya szakadár régióknak tekintette.
1991 elején Horvátországnak nem volt reguláris hadserege, azért védelmének megerősítése érdekében megduplázta rendőri erői létszámát, mely így 20 000 főre nőtt. A haderő leghatékonyabb részét a tizenkét zászlóaljba szervezett, a katonai egységek szerepét átvevő, 3000 fős különleges rendőrség jelentette. Emellett 16 zászlóaljba és 10 századba területi alapon szervezett 9-10 000 tartalékos rendőr is rendelkezésre állt. A tartalékos erőnek nem volt fegyvere. A helyzet romlására reagálva a horvát kormány a különleges rendőrzászlóaljakat négy, összesen mintegy 8000 fős, a Honvédelmi Minisztérium alárendeltségében álló gárdadandárba összevonva májusban létrehozta a horvát nemzeti gárdát (Zbor narodne garde - ZNG), amelynek élén Martin Špegelj nyugalmazott JNA tábornok állt. Az addigra 40 000 fősre bővült regionális rendőrséget is a ZNG-hez csatolták, és 19 dandárba és 14 önálló zászlóaljba szervezték át. A gárdadandárok voltak a ZNG egyetlen olyan egységei, amelyek kézifegyverekkel teljesen fel voltak fegyverkezve. viszont az egész ZNG-ben hiányoztak a nehézfegyverek, és nem volt parancsnoki és irányító struktúra. A nehézfegyverek hiánya olyan súlyos volt, hogy a ZNG a múzeumokból és filmstúdiókból származó második világháborús fegyvereket próbálta rendszerbe állítani. Akkoriban a horvát fegyverkészlet 30 ezer külföldön vásárolt kézi lőfegyverből és 15 ezer, korábban a rendőrség tulajdonában lévő fegyverből állt. Ekkor a gárdadandárokba vezényelt állomány pótlására egy új, 10 000 fős különleges rendőri egységet hoztak létre.

## A kezdeti időszak
Kijevo 1991-ben 1261 lakosú falu volt, amelynek 99,6%-a horvát lakosa volt. Polača, Civljane és Cetina szerb falvak vették körül. A rönkforradalmat követően a három szerb falu az SAO Krajina részévé vált, és úgy korlátozták Kijevo közúti megközelítését, hogy Polača és Civljane barikádokat állítottak fel a faluba vezető utakon. Válaszul Kijevo lakossága ad hoc milíciát állított fel.
Az 1991. április 1-jei Plitvicei-tavaki incidenst követően a SAO Krajina erői elfogtak három horvát rendőrt a közeli Drnišből, azzal a szándékkal, hogy kicseréljék őket azokra a horvátországi szerbekre, akiket a horvát erők a Plitvicei-tavaknál fogságba ejtettek. A kijevói lakosok által létrehozott milícia viszont több szerb civilt fogott el, és foglyaikért cserébe követelte az elfogott rendőrök szabadon bocsátását. Április 2-án a JNA hírszerzői beszámoltak erről, és arra figyelmeztettek, hogy Kijevo és Civljane helyi milíciái, amelyeket egyébként barikádok választanak el egymástól, fegyveres összecsapásokban is részt vettek, amelyek a konfliktus eszkalációjával fenyegettek. Kijevo azért is stratégiai jelentőségűvé vált, mert fekvése miatt akadályozta az SAO Krajina közúti kommunikációját.

## Az április-májusi blokád
Április 27-ről 28-ra virradó éjszaka a horvát belügyi alakulatok egy csoportja elérte Kijevót, és április 28-án hivatalosan is horvát rendőrőrs létesült a faluban. A következő napon a JNA 9. (Knini) hadtestének vezérkari főnöke, Ratko Mladić ezredes által vezényelt JNA csapatok beavatkoztak, megszakítva a falu elérhetőségét, és megakadályozva az ellátások Kijevóba szállítását. Május 2-án egy horvát rendőrségi helikopter kényszerleszállást hajtott végre Kijevóban, miután az SAO Krajina csapatainak lövöldözése következtében károkat szenvedett. A helikopteren Luka Bebić akkori védelmi miniszter és a horvát parlament alelnöke, Vladimir Šeks utazott. A repülőgép javítás után még aznap fel tudott szállni. Május 2-án egy másik összecsapásra is sor került a Kozjak-hegységben, amelyben az SAO Krajina félkatonai szervezetének egyik tagja őrszolgálat közben meghalt.
Franjo Tuđman horvát elnök felszólította a közvéleményt, hogy vessen véget az ostromnak, és a kérés 1991. május 6-án Splitben a Brodospliti Hajógyárban a JNA elleni nagyszabású tüntetéshez vezetett, amelyet a Horvát Szakszervezeti Szövetség szervezett. Május 7-én a JNA 10. gépesített dandárjának 80 harckocsija és lánctalpas járműve, valamint 23 kerekes járműve hagyta el mostari laktanyáját, de a civilek a Mostartól nyugatra fekvő Široki Brijeg előtt megállították őket. A konvoj, miközben a tömeg követelte a JNA-tól Kijevo ostromának feloldását három napig a helyén maradt. A tüntetés azután ért véget, hogy Alija Izetbegović, Bosznia-Hercegovina elnökségének elnöke felkereste a tüntetőket, és beszédet mondott a tömegben arról, hogy a konvoj nem Kijevo, hanem Kupres felé tart. Tuđman és Franjo Kuharić bíboros táviratokat küldött az Izetbegovićot támogató tüntetőknek. Kijevo ostromát néhány nappal később, két héttel a blokád bevezetése után tárgyalások útján feloldották.

## Az augusztusi ostrom
A májusi megállapodás rövid életű volt, mivel a JNA egységei, ismét Mladić vezetésével 1991. augusztus 17-én barikádokat emeltek, hogy megakadályozzák a faluba való bejutást. Másnap Milan Martić horvátországi szerb vezető ultimátumot intézett a rendőrséghez. és Kijevo lakóihoz követelve, hogy két napon belül hagyják el a falut és környékét – különben fegyveres támadást kell kiállniuk. Augusztus 23. és 25. között a horvát erők a falu szinte teljes polgári lakosságát evakuálták. Augusztus 25-én a horvát erők sikertelen támadást indítottak a Kijevótól 38 km-re délkeletre fekvő Sinj JNA laktanyája ellen. A támadás célja az volt, hogy fegyvereket szerezzenek, amelyekre a Kijevo melletti horvát pozíciók romlása miatt volt szükségük.
Augusztus 26-án a JNA megtámadta Kijevót, ahol 58, csak kézi lőfegyverrel felfegyverzett rendőr védekezett, akiket Martin Čičin Šain rendőr őrsparancsnok irányított. 05:18 és 13:00 között a JNA 1500 tüzérségi lövedéket lőtt ki a falura, a Jugoszláv Légierő pedig 34 bevetéssel a levegőből támogatta a támadást. Aznap délután a JNA szárazföldi támadást intézett Kijevo ellen. Martić szerint Kijevo minden házát felgyújtották. A támadó erő körülbelül 30 harckocsiból állt, amelyeket a JNA gyalogsága és a horvát szerb milícia támogatott.
A JNA 16:30-ra hatolt be a faluba. Borislav Đukić alezredes, a Kijevo elfoglalásával megbízott 1. taktikai csoport parancsnoka és a JNA 221. gépesített gyalogdandár parancsnoka arról számolt be, hogy a falut 22:30-ra biztosították. A horvát rendőrség a Kozjak-hegyen keresztül Drniš felé három csoportban menekült Kijevóból. A megmaradt horvát lakosság azután távozott, hogy a tüzérség elpusztította településük nagy részét. A visszavonuló csoportokat, miközben azok áthaladtak a Kozjakon a Jugoszláv Légierő gépei üldözték. Az eseményeket Vesna Jugović, a belgrádi rádió televízió riportere rögzítette. A Martić által vezényelt krajinai egységek a JNA-val összhangban léptek fel, hogy átvegyék a terület irányítását.

## Következmények
A horvát erők és a JNA kijevói összecsapása volt az egyik első olyan eset, amikor Martić ultimátuma alapján a JNA nyíltan a felkelő szerbek oldalára állt a gyorsan eszkalálódó horvát függetlenségi háborúban. A védekezők között mindössze két sebesült volt, de az egyik visszavonuló csoportot elfogták. A 20 főből álló csoportot később hadifogolycserével engedték el. A JNA-nak nem voltak veszteségei. Miután a JNA megszerezte Kijevót, a falut kifosztották és felgyújtották. Kijevo lerombolása a háború korai szakaszának az egyik leghírhedtebb szerb bűncselekménye lett. A Kijevóban és környékén vívott harcokban részt vevő JNA egységek a következő napokban Sinj felé haladtak, elfoglalták Vrlikát, majd átcsoportosították őket, hogy részt vegyenek a szeptember közepén lezajlott šibeniki csatában.
A volt Jugoszláviával foglalkozó Nemzetközi Büntetőtörvényszéken Milan Martić perében Martićot a kijevoi támadásban való részvétele miattt elítélték, az eljáró tanács 2007. évi Kijevóval kapcsolatos megállapításait pedig a fellebbviteli tanács az etnikai tisztogatásokról szóló tanúvallomások alapján 2008-ban ugyancsak megerősítette. Kijevo ostroma volt az első alkalom az etnikai tisztogatás alkalmazására a jugoszláv háborúkban. A kijevói események nem szerepeltek a vádiratban Ratko Mladić perében, de a horvát igazságszolgáltatás távollétében bíróság elé állította Mladićot a Kijevóban elkövetett háborús bűnök miatt. Elítélték, és 20 év börtönbüntetést kapott.

## Fordítás
Ez a szócikk részben vagy egészben  a   Siege of Kijevo (1991) című angol Wikipédia-szócikk ezen változatának fordításán alapul.  Az eredeti cikk szerkesztőit annak laptörténete sorolja fel. Ez a jelzés csupán a megfogalmazás eredetét és a szerzői jogokat jelzi, nem szolgál a cikkben szereplő információk forrásmegjelöléseként.